# ヤミ統計
ヤミ統計（やみとうけい）は、日本の公的統計において、統計法（あるいは旧統計報告調整法）による規制を受けずに作成される統計である。狭義には、チェック担当機関 による承認を事前に得なければならないという規定を無視して、チェックを受けないまま違法に調査を実施して統計を作成するような事例を指す。
この文脈では、チェック機能がはたらいていないために重複した内容の調査が多数おこなわれ、無用な調査負担が生じるという側面が注目されるため、「ヤミ調査」と表現することも多い。
広義には、統一的な管理制度から漏れる部分が肥大することによる公的統計および政策立案プロセスの品質低下を問題視する立場から、適法なものもふくめて「ヤミ統計」と呼ぶ場合がある。